# Fotofobia
Fotofobia é a sensação de sensibilidade ou aversão a qualquer tipo de luz. Deve-se à recusa da luz pelas células fotorreceptoras da retina, fato que provoca aflição. A sensação produzida tem diversos graus de intensidade, é caracterizada por ofuscamento, lacrimejamento e vermelhidão ocular. Em casos muito intensos, pode ocorrer hemeralopia (cegueira diurna). Pode ser idiopática ou sintoma de outras condições ou enfermidades oculares. Existem diversas possibilidades desta alteração de sensibilidade, como em doenças, inflamações, alergias, em algumas pessoas que tem olho de cor clara e em grande parte dos casos por astigmatismo.

## Causas
As causas oftalmológicas da fotofobia podem indicar situação de emergência médica. Por este motivo, deve-se procurar o oftalmologista para identificar a causa subjacente. A fotofobia de causas oftalmológicas ter as seguintes causas:
- Albinismo ocular[3]
- Astigmatismo
- Catarata[3]
- Cefaleia hemicrânia comum;
- Doença, lesão ou infecção ocular;
- Doenças degenerativas da retina[3]
- Exotropia
- Glaucoma [3]
- Queimaduras no(s) olho(s);
- Meningite;
- Abrasão da córnea;
- Ulceração  da córnea;
- Uveíte;
- Causa genética.

Outras causas de fotofobia podem estar associadas a:
- Autismo [3]
- Botulismo[4]
- Drogas como anfetaminas, atropina, cocaína, ciclopentolato, idoxuridina, fenilefrina;
- Fadiga crônica [3]
- Migrânea [3]
- Pupilas dilatadas [3]
- Síndrome de Mears-Irlen [3]
- Ofuscamento [3]

Algumas pessoas têm sensibilidade à luz artificial, especialmente a lâmpadas fluorescentes. A dieta pobre em vitamina A pode resultar em fotofobia e atrofia ótica severa .

## Personalidades com fotofobia
- Pedro Almodóvar, ator espanhol [5]
- Bono Vox, cantor irlandês[6]
- Bibi Ferreira, atriz brasileira [7]
- Rachel Sheherazade, jornalista brasileira [8]